# Kjeldkær
Kjeldkær er en gammel gård, som går tilbage til 1340. Kjeldkær ligger i Bredsten sogn, Tørrild herred, Vejle Kommune. Hovedbygningen er opført i 1770 ved Anders Møller, men blev nedrevet efter en brand i 1990, ny hovedbygningen opført 1991.
Kjeldkær Gods er på 194 hektar

## Kjeldkærs historie
- 1387, 25.11. Anders Pedersen til Svanholm og Jens Pedersen til Højrup, brødre, pantsætter deres gods i Bredsten og Skibet, herunder hovedgården Kjeldkær og Vingsted Mølle til Jakob Villesen for 50 mark sølv.
- 1406 Jacob Villesen skøder bl.a. Kjeldkær til Dronning Margrethe d. 1. (Webside ikke længere tilgængelig)

## Ejere af Kjeldkær
- Kjeldkær, år 1366 nævnes Jacob Jonsson ”de Kyældkyær” 1387 tilhørte K. to brødre af slægten Panter Anders Pedersen af Svanholm og Johs. Pedersen af Hegedorp, der pantsatte den til Jacob Villesen (Ferke), som skrev sig til den i 1406.
- (1340-1387) Laurens Jonsen Panter (Kjeldkær hører i.fgl. Peder Oxes Levnet af Ryge 1366 og 1387 til under Engelsholm)
- (1387-1410) Jep Jacob Villesen Ferke Rodsteen
- (1410-1432) Laurens Jensen Rodsteen
- (1432-1438) Laurids Laursen Rodsteen
- (1438-1440) Mette Pedersdatter Present gift (1) Hardenberg (2) Rodsteen (3) Bryske
- (1440-1469) Eiler Hardenberg
- (1469-1480) Jacob Eilersen Hardenberg
- (1480-1509) Claus Daa / Claus Bryske / Mogens Gjøe
- (1509-1517) Erik Hardenberg / Henning von Ahlefeldt
- (1517-1532) Ejler Clausen Bryske
- (1532-1550) Mette Ejlersdatter Bryske gift Gjøe / Grethe Ejlersdatter Bryske gift Bryske / Karen Ejlersdatter Bryske gift Daa
- (1550-1574) Peder Oxe til Nielstrup
- (1574-1578) Kronen
- (1578-1587) Laurids Skram
- (1587) Lisbeth Lauridsdatter Skram gift Below
- (1587-1606) Henrik Below
- (1606-1650) Henrik Thott
- (1650-1671) Sivert von Lützow
- (1671-1694) Augustinus von Lützow
- (1694-1718) Gøde Hansen
- (1718-1731) Hans von Folsach
- (1731-1754) Gerhard Hansen de Lichtenberg
- (1754-1767) Christen de Linde
- (1767-1770) Hans Henrik de Lichtenberg
- (1770-1797) Hans Severin Steenstrup
- (1797-1812) Lauritz Ammitxbølle
- (1812-1817) Christine Hvas de Lindenpalm gift Halling
- (1817-1822) Hans Henrik Williamsen Halling
- (1822-1835) Thomas Godt
- (1835-1837) Sinnet Thagmos gift Godt
- (1837-1840) Christian Thomsen
- (1840) Thomasine Cathrine Thomasdatter Godt gift Wolgehagen
- (1840-1870) Hens Heinrich Wolgehagen
- (1870-1885) Thomasine Cathrine Thomasdatter Godt gift Wolgehagen
- (1885) Landmandsbanken
- (1885-1886) H. Jensen
- (1886-1911) Niels Hansen / Jens Rasmussen
- (1911-1917) I. A. Hjort
- (1917) Salling
- (1917-1920) Vingsted Fabrikker A/S
- (1920-1924) A. Andersen Kjeldal
- (1924-1929) Enkefru Kristine Kjeldal
- (1929-1935) Kaj Christian baron Lerche
- (1935-1941) Enkefru Kristine Kjeldal
- (1941-1945) P. Horn
- (1945-1959) R. Rasmussen
- (1959-2006) Erla Richard Søren Ulbæk
- (2006-2012) Anne Ulbæk / Susan Ulbæk / Lene Ulbæk
- (2012-) Jens Frede Teglgaard Jensen

|  | Denne artikel om en bygning eller et bygningsværk kan blive bedre, hvis der indsættes et (bedre) billede. Du kan hjælpe ved at afsøge Wikimedia Commons for et passende billede eller lægge et op på Wikimedia Commons med en af de tilladte licenser og indsætte det i artiklen. |

55°41′6″N 9°22′34″Ø / 55.68500°N 9.37611°Ø